# Ferdinand Cattini
Ferdinand Cattini, přezdívaný Pic Cattini (27. září 1916, Grono, Švýcarsko – 16. srpna 1969, Davos, Švýcarsko) byl švýcarský hokejový útočník.

## Hokejová kariéra
Hrával ve švýcarské lize za HC Davos, kde vytvořil spolu se svým bratrem Hansem Cattinim a Richardem Torrianim slavný útok, zvaný podle poslední, společné slabiky jejich příjmení ni-Linie. Ve třicátých a čtyřicátých letech Davos díky nim dominoval ve švýcarské lize. Ferdinand Cattini v Davosu odehrál 25 let bez přerušení. 

Ve stejném složení hrával útok i ve reprezentaci. Ferdinand Cattini se účastnil olympijských her 1936 (bez týmového úspěchu) a ZOH 1948, kde s týmem Švýcarska v domácím prostředí ve Svatém Mořici získal bronzovou medaili. Reprezentoval také na několika mistrovstvích světa, kde pomohl vybojovat stříbro v roce 1935 a další bronzovou medaili v roce 1937. V reprezentaci odehrál 107 utkání a vstřelil 87 branek.

## Ocenění
- člen Síně slávy Mezinárodní hokejové federace od roku 1998